# Mahendra do Nepal
Mahendra Bir Bikram Shah Dev,  (Catmandu 11 de junho de 1920  –  Bharatpur 31 de janeiro de 1972), foi Rei do Nepal de 1955 a 1972, filho do rei Tribhuvan do Nepal. 
Embora Tribhuvan fosse nominalmente rei desde 1911, a família real tinha sido mantida em cativeiro no Palácio de Narayanhity desde o surgimento da proeminente dinastia Rana.

## Vida pessoal
Em 1940 ele se casou com Indra Rajya Lakshmi Devi, filha do General Hari Shamsher Jang Bahadur Rana. Mahendra teve três filhos, Birendra, Gyanendra e Dhirendra e três filhas Shanti, Sharada e Shobha.
Indra morreu em 1950, e em 1952 Mahendra casou-se com a irmã mais nova de Indra, Ratna Rajya Lakshmi Devi. Este casamento não produziu filhos, pois o rei Mahendra se casou com a condição de que sua vida pessoal não prejudicasse os seus deveres nacionais e a rainha concordasse em não ter filhos.
Aos 51 anos, Mahendra sofreu um ataque cardíaco durante uma estadia no Vale de Chitwan, no sul do Nepal, passando seus últimos dias em seu palácio real na cidade de Bharatpur, onde faleceu em 31 de janeiro de 1972. Seu corpo foi velado no Templo de Pashupatinath, em Catmandu, sendo sucedido por seu filho, Birendra.
Sua última esposa, a rainha Ratna vive até hoje no Palácio Narayanhiti, atualmente um museu.